# На Стинадлех
На Стинадлех (чеш. Na Stínadlech) — футбольный стадион в чешском городе Теплице.

## История
Стадион был построен в середине прошлого века, открыт 9 мая 1973. Вместимость составляет 18 221 человек. Является домашней ареной для местного футбольного клуба «Теплице». В сезоне 2010/11 здесь играла команда «Усти-над-Лабем» из одноимённого города, так как стадион в том городе не соответствовал критериям Гамбринус-лиги.

## «Проклятье» стадиона
На стадионе проводит иногда свои игры сборная Чехии. Стадион считается «проклятым» для иностранных команд, так как из 18 встреч (включая товарищеские) Чехия выиграла 17 встреч. Там же была зафиксирована ничья 3:3 в 2002 году во время игры со Швецией.